# Ständige Vertretung der Bundesrepublik Deutschland bei den Vereinten Nationen in Wien

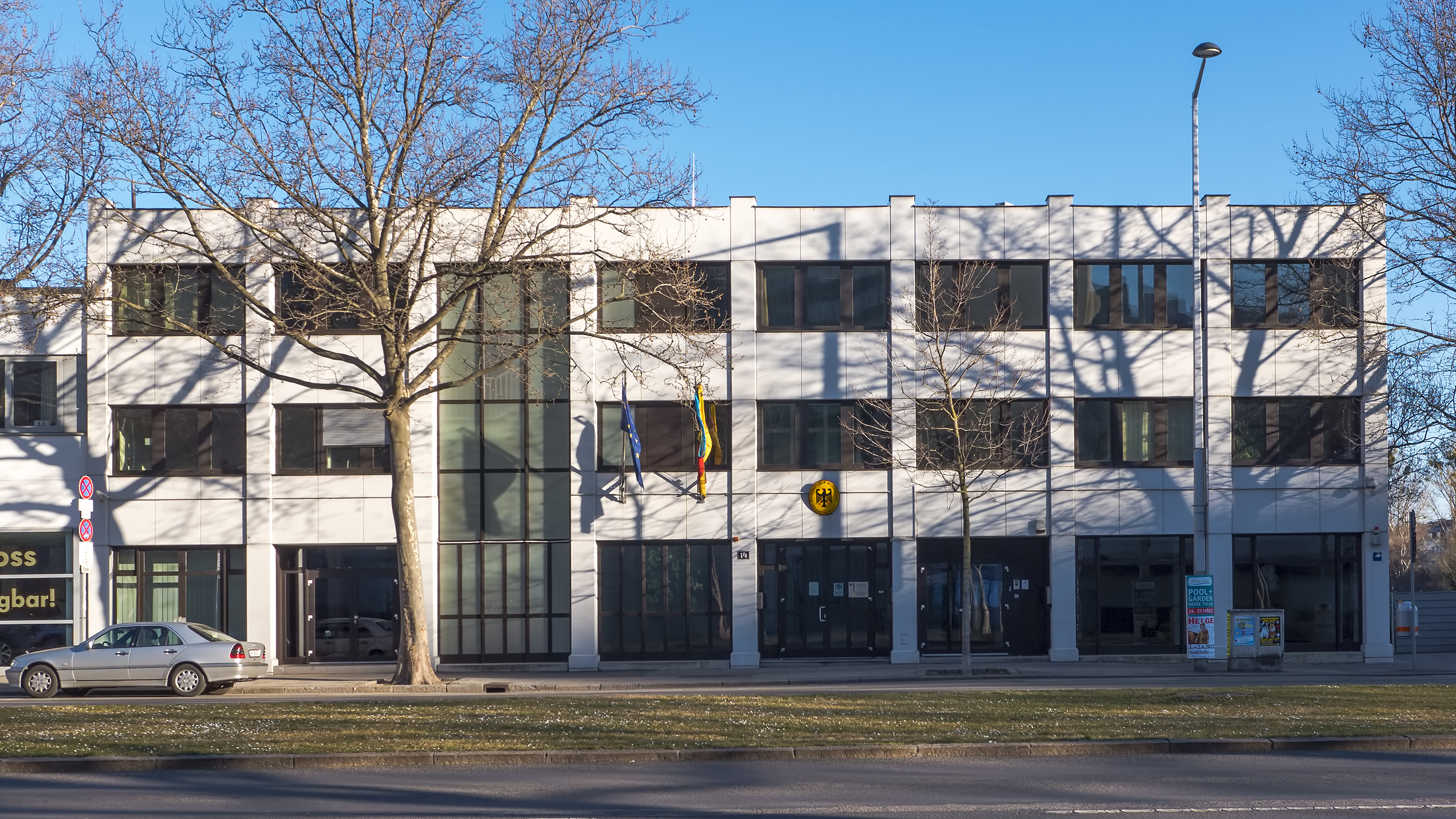
Die Vertretung der Bundesrepublik Deutschland in der Wagramer Straße

Die Ständige Vertretung der Bundesrepublik Deutschland bei den Vereinten Nationen in Wien ist die diplomatische Vertretung der Bundesrepublik Deutschland bei dem Büro der Vereinten Nationen und bei den anderen internationalen Organisationen in Wien.

## Lage und Gebäude
Die Ständige Vertretung befindet sich in direkter Nähe des Sitzes des Büros der Vereinten Nationen in Wien, genannt UNO-City. Die Straßenadresse lautet: Wagramer Str. 14, 1220 Wien.
Die Kanzlei ist in einem schmucklosen, modernen dreigeschossigen Bürohaus untergebracht.

## Auftrag und Organisation
Die Ständige Vertretung vertritt die Bundesrepublik Deutschland bei dem Büro der Vereinten Nationen und bei den anderen internationalen Organisationen in Wien.
Ihr Aufgabenbereich erstreckt sich auf:
- die Internationale Atomenergie-Organisation (IAEO)
- das Büro der Vereinten Nationen für Drogen- und Verbrechensbekämpfung (UNODC)
- die Organisation der Vereinten Nationen für industrielle Entwicklung (UNIDO)
- die Organisation des Vertrags über das umfassende Verbot von Nuklearversuchen (CTBTO)
- das Büro der Vereinten Nationen für Weltraumfragen (OOSA)
- die Kommission der Vereinten Nationen für internationales Handelsrecht (UNCITRAL)
- die Nuclear Suppliers Group und den Zangger-Ausschuss
- die Organisation erdölexportierender Länder (OPEC)
- das Sekretariat des Wassenaar-Abkommens für Exportkontrollen von konventionellen Waffen und doppelverwendungsfähigen Gütern und Technologien
- das Sekretariat für das Übereinkommen über das öffentliche Beschaffungswesen (GPA)

Die Leitung der Ständigen Vertretung liegt bei einem Beamten des Auswärtigen Amts.

## Geschichte
Die Ständige Vertretung der Bundesrepublik Deutschland bei den Vereinten Nationen und anderen internationalen Organisationen in Wien wurde am 29. Juni 1970 eröffnet.
Die DDR unterhielt von 1955 bis zur Erlangung der Mitgliedschaft in den Vereinten Nationen am 18. September 1973 eine Beobachtermission in Wien. Diese wurde anschließend bis 1990 als Ständige Vertretung von einem Botschafter geleitet.